# エゴール・ガイダル
エゴール・チムロヴィッチ・ガイダル（ガイダール、ロシア語: Его́р Тиму́рович Гайда́р、ラテン文字転写の例：Egor Timurovich Gaidar、1956年3月19日 - 2009年12月16日）は、ロシアの政治家、経済学者。下院国家会議議員、右派連合（右派勢力同盟）共同議長。ソビエト連邦の崩壊後、エリツィン時代前期に首相代行、第一副首相などを歴任し、急進的経済改革を実施した。

## 経歴
1956年3月19日にソビエト連邦のモスクワに生まれる。1978年、モスクワ大学経済学部を卒業。モスクワ大学大学院に進み、スタニスラフ・シャターリンの指導を受ける。経済学博士号を取得。1980年から経済分野の研究所で学究生活に入り、ソ連共産党機関誌「プラウダ」や「コムニスト」誌の編集局に勤務する。1990年、移行期経済問題研究所を設立し所長に就任する。
1991年のソ連8月クーデターで、エリツィンの国家非常事態委員会に対する声明に同調したガイダルは研究所のスタッフとともにロシア最高会議ビル（ホワイトハウス）に駆けつけ、ビルの防衛に参加した。
同年9月、ソ連国民経済アカデミー経済政策研究所所長として、経済改革案を作成する。同年11月、改革案をエリツィンに評価されロシア共和国の経済担当副首相に35歳の若さで抜擢される。1992年1月「ショック療法」と呼ばれる価格自由化政策を断行する。3月には第一副首相兼大蔵大臣に昇格する。しかし「ショック療法」はロシア経済に急激なハイパーインフレーションをもたらす結果となり、国民生活に大打撃を与えた。4月第6回人民代議員大会では、激しい批判を受ける結果となる。
エリツィンは局面打開のため、保守派と妥協し、ヴィクトル・チェルノムイルジンガスプロム社長を副首相に任命するなど大企業経営者を入閣させて、経済改革を穏健な路線に転換する。一方でガイダルに対しては、6月首相代行に指名し、人民代議員大会に対し、ガイダルの首相就任の承認を求めた。しかし、12月第7回人民代議員大会及び最高会議は拒否し、最終的に首相にはチェルノムイルジンが任命され、ガイダルは辞任した。
1993年9月第一副首相兼経済相として再び入閣する。モスクワ騒乱後、1993年12月の下院国家会議選挙に急進改革派を糾合した政治ブロック「ロシアの選択」を結成し、自らも下院議員に立候補し当選する。エリツィン支持派は、ガイダルの「ロシアの選択」と穏健改革派のセルゲイ・シャフライ副首相を代表とする「ロシア統一と合意」党の二本立てで選挙に臨んだ。しかし、選挙で第一党となったのはウラジーミル・ジリノフスキー率いる極右政党・ロシア自由民主党であり、同様に反エリツィンを標榜するロシア連邦共産党も巨大な勢力を占めたままであった。民主派・改革派の勢力低落は顕著となり、ガイダルの改革に対する国民の強い拒否・批判を如実に示す結果となった。
1994年1月20日第一副首相を解任される。1994年10月政党「ロシアの民主的選択」結成。1995年12月下院選挙に選挙ブロック「ロシアの民主的選択・民主主義者連合」を結成し臨むものの、同ブロックは、比例区での得票率は3.86 %に留まり、議席獲得に必要な「5%条項」をクリアできず、ガイダルも落選した。1998年8月、セルゲイ・キリエンコ首相に対して、アナトリー・チュバイスと共同で、ルーブルの切り下げとデフォルト宣言を勧告したが、これはロシア金融危機を招き、キリエンコ内閣を崩壊へと導く結果となった。
1999年下院選挙で右派連合（右派勢力同盟）から比例区で立候補し当選した。下院議員としては、ガイダルは、所属する右派勢力同盟とともに概ね与党的立場を取ったが、1994年12月の第一次チェチェン紛争におけるロシア連邦軍の軍事侵攻と、1997年から1999年においてロシア・ベラルーシ連盟国に反対した。右派勢力同盟の元老であり共同議長として、党内では地歩を保つものの、「ショック療法」の失敗やロシア金融危機をもたらしたことなどから、多くの国民からは不人気である。2003年12月、下院選挙で落選したが、強権化、統制化を強めるプーチン政権及びシロヴィキに対しては批判的な姿勢を貫いた。
2006年11月24日、訪問先のアイルランドで原因不明の吐血と手足の麻痺に襲われ、モスクワの病院に入院。ガイダルはこれを敵対勢力による毒殺である可能性があると主張、この時は一命は取り留めた。
2009年12月16日、モスクワ近郊の自宅で死去。死因は動脈血栓症とされている。

## 評価
ガイダルが死去した今も、彼に批判的な立場の人間は「ロシア経済の破壊者」という評価を下す一方で、「ロシア経済の崩壊を食い止めた救世主である。」と彼を評価する声も少なくないことから、彼に対する評価は完全に二分化されている。1992年からの急進的経済改革は一時的にハイパーインフレ、農工業の生産低下、給与の遅配、貧富の格差、一部の資本家への富の集中等を招き、1998年にはガイダルとチュバイスの進言によるルーブル切り下げとデフォルト宣言はロシア通貨危機を招いた。
しかしその後、ロシア経済は原油価格の高騰にも助けられ、順調に回復軌道に乗った。ガイダルの死去にあたり、チュバイス元第1副首相は自身のホームページで「ガイダルはロシアの政治史でも特筆すべき偉大な政治家、科学者、そして人間であった。」と述べ、「ロシアにとって救いだったのは、その歴史上もっとも困難な時にガイダルがいたことだ。彼こそが1990年代初めのロシアの分裂と内戦と飢饉を防いだのだ。」と盟友の早すぎる死を悼んだ。

## 家族
祖父のアルカジー・ガイダル（ゴリコフ）（1904-1941）は、内戦時代に「赤いコミッサール」として反革命派に対する情け容赦ない弾圧ぶりで恐れられ、後に人気児童文学作家になった。父親チムール(1926-1999)は海軍少将であり、作家としても知られた。母方の祖父は作家のパーヴェル・バジョフである。
ガイダルは2度結婚し、2男1女を儲けた。娘のマリアはキーロフ州副知事(2009～2011年)、ウクライナのオデッサ州副知事（2015年～2018年）を務める政治家。

## 著作（日本語訳）
- 『経済改革とヒエラルキー構造』　上野勝男・蓮見雄訳、晃洋書房、1994年
- 『ロシアの選択―市場経済導入の賭けに勝ったのは誰か』　中澤孝之訳、ジャパンタイムズ、1998年